# 신라 역암층
신라 역암층(Sila Conglomerate Formation, Shiragi conglomerate formation, 新羅礫巖層)은 대한민국 경상 분지 밀양소분지 내 중생대 백악기 경상 누층군 하양층군의 칠곡층과 함안층 사이에 있는 역암 지층이다. 신라 역암층의 자갈은 현무암, 안산암 및 조면암 등으로 구성되며, 그 밖에 편마암, 규암, 화강암, 셰일 등 여러 종류의 역(礫)들로 구성된다. 왼쪽의 진주층, 오른쪽의 함안층과 거의 평행하게 경상남도 사천시까지 북북동 주향으로 발달한다.

## 지질시대
신라 역암층의 화산역암에 대한 전암 칼륨-아르곤 연대 측정 결과는 7200만~8500만년, 각섬석에 대한 아르곤-아르곤 연대 측정 결과는 백악기 압트절(Aptian; 112.0-125.0 Ma)에 해당하는 113.4±2.4 Ma 및 113.6±4.7 Ma을 나타낸다. 칼륨-아르곤 연대 측정 결과가 각섬석의 아르곤-아르곤 연대 측정에 비해 젊은 연대를 보이는 것은 풍화에 의한 변질의 영향이거나 후기의 열적 교란에 의해 영향을 받은 것으로 추정된다. 신라 역암층 기질부의 저어콘들로부터 구한 SHRIMP U-Pb 최소 연령은 알비절(99.6-112.0 Ma)에 해당하는 110.4±2.0 Ma로 이는 경상 분지 퇴적 중에 일어난 규장질 화산활동을 지시하는 것으로 해석된다. 쇄설성 저어콘의 U-Pb 연대측정에 의한 신라 역암층 최고 퇴적 시기는 107.2±4.6 Ma로 보고되었다.

## 지역별 지질

### 대구광역시
왜관-대구 지질도폭(1928)에 의하면 신라 역암층은 주로 역암으로 구성되며 두께는 200~600 m이다. 주향은 북동, 경사는 남동으로 10 내지 30°이다. 대구광역시 북부의 신라 역암층은 대체로 잔자갈역암에 속하며 대부분의 역(礫)은 아원 형태이다. 역은 주로 규암, 사암, 편마암, 응회암으로 구성되며 셰일, 석영맥, 화강암, 규장암, 처트의 역이 소량 포함된다. 이 역들의 근원지는 퇴적분지의 북서쪽에 위치한 것으로 추정된다.
Shiragi conglomerate Dkr

This forms the base of the Shiragi series and consists essentially of conglomerate beds, often cross-bedded, the entire thickness varying between 200 and 600 meters. Their pebbles or boulders are well water-worn and are mainly granitie, gneissic or quartzite-like, or subordinately hornfels-like, porphyrite-like or diorite in nature. In the Shinshu district pebbles of porphyrite are not rare in these beds which are somewhat reddish in general colour due to the reddish sandy (tufaceous?) matter cementing them.— 朝鮮地質圖 第4輯 - 慶州, 永川, 大邱 及 倭館圖幅 (朝鮮總督府地質調査所, 技師 立岩巖 調査, 技手 金剛江 製圖 昭和 四年)

대구광역시 지역의 신라 역암층 노두
- 다사나들목 부근 강변 공원에서 바라본 강 건너편 신라 역암층 절벽
- 대구광역시 달성군 다사읍 죽곡리 556 강정어린이공원 맞은편
북위 35° 50′ 55.72″ 동경 128° 28′ 02.58″ / 북위 35.8488111°  동경 128.4673833°
- 대구광역시 달성군 다사읍 죽곡리 590 강정본길 도로변
북위 35° 50′ 41.68″ 동경 128° 28′ 02.58″ / 북위 35.8449111°  동경 128.4673833°
- 대구광역시 달성군 다사읍 죽곡리 592 강정산마루 입구
북위 35° 50′ 40.94″ 동경 128° 28′ 01.74″ / 북위 35.8447056°  동경 128.4671500°
- 죽곡정수장 부근 낙동강 자전거길
대구광역시 달성군 다사읍 죽곡리 806
북위 35° 50′ 37.36″ 동경 128° 27′ 31.4″ / 북위 35.8437111°  동경 128.458722°
- 죽곡산 남서쪽 낙동강 자전거길
대구광역시 달성군 다사읍 매곡리 산 55
북위 35° 50′ 42.62″ 동경 128° 27′ 21.83″ / 북위 35.8451722°  동경 128.4560639°
- 죽곡산 남서쪽 낙동강 자전거길
대구광역시 달성군 다사읍 매곡리 산 1320
북위 35° 50′ 43.1″ 동경 128° 27′ 21.33″ / 북위 35.845306°  동경 128.4559250°
- 죽곡산 남서쪽 낙동강 자전거길
대구광역시 달성군 다사읍 매곡리 산 1320
북위 35° 50′ 46.86″ 동경 128° 27′ 14.49″ / 북위 35.8463500°  동경 128.4540250°
- 서재로 도로 사면
대구광역시 달성군 다사읍 서재리 692-1
북위 35° 53′ 00.09″ 동경 128° 30′ 02.26″ / 북위 35.8833583°  동경 128.5006278°
- 왼쪽 사진의 근경
북위 35° 52′ 58.92″ 동경 128° 30′ 01.66″ / 북위 35.8830333°  동경 128.5004611°
- 신당고개 부근 푸른자동차운전전문학원 입구
대구광역시 달성군 다사읍 서재리 1113
북위 35° 51′ 59.21″ 동경 128° 29′ 29.71″ / 북위 35.8664472°  동경 128.4915861°
- 대구광역시 북구 팔달동 산 17-2 도로변
북위 35° 54′ 03.37″ 동경 128° 32′ 50.84″ / 북위 35.9009361°  동경 128.5474556°

### 고령군
현풍 지질도폭(1970)에 의하면 신라 역암층은 일반적으로 자색(赭色) 및 갈회색의 역암, 역질사암, 사암, 이암, 사질셰일, 회색셰일로 구성되며, 자갈은 편상(片狀) 화강암, 규암, 화강편마암, 응회암질사암, 화산암질암 등으로 구성되고 그 크기는 3~5 cm 정도이다. 신라 역암층의 두께는 대개 550 m 정도이다. 고령군 다산면 월성리와 송곡리 동부, 성산면 무계리, 대구광역시 달성군 논공읍 삼리리, 성산면 (고령군) 오곡리 서부와 삼대리 동부, 개진면 구곡리 서부, 달성군 구지면 도동리, 고령군 우곡면 예곡리 북서부에 분포하고 창녕군으로 이어진다.

#### 고령 우곡수리암장
우곡수리암장은 고령군 우곡면 월오리에 위치한 암장으로 클라이밍 명소이다. 절벽 자체는 칠곡층과 신라 역암층의 경계에 위치한다.
고령 우곡수리암장의 칠곡층
고령군의 신라 역암층
- 고령군 우곡면 예곡리 부례고개 우곡강변로 도로변 (이하 동일)
북위 35° 40′ 16.0″ 동경 128° 21′ 15.0″ / 북위 35.671111°  동경 128.354167°
- 북위 35° 40′ 14.0″ 동경 128° 21′ 05.0″ / 북위 35.670556°  동경 128.351389°

### 창녕군
창녕 지질도폭(1969)에 의하면 신라 역암층은 일반적으로 자색 및 회갈색의 역암, 역질사암, 사질역암, 사암, 이암, 사질셰일, 회색 셰일로 구성되며, 역(礫)의 종류는 편상화강암, 화강편마암, 현무암, 안산암, 산성맥암, 규암, 사암 및 셰일 등으로 구성된다. 신라 역암층의 일반적인 주향과 경사는 황강 이북지역, 낙동강 이동지역, 황강 이남 및 의령군 부림면 북서부에 해당하는 낙동강 이서지역으로 나눌 수 있다. 주향과 경사는 합천군 덕곡면 동부-청덕면 삼학리 동부에 해당하는 황강 이북지역에서는 북동 10~20°및 남동 10~15°이던 것이 창녕군 이방면 남서부인 낙동강 동측에 이르러 북서 20~40°및 북동 5~25°이 된다. 황강 이남, 낙동강 이서지역에서는 낙동강변 가까이서 북동 15~35°및 남동 4~20°이던 것이 서쪽으로 감에 따라 북동 35~75°및 남동 2~35°로 변한다. 두께는 고령군 우곡면 예곡리 소재 청룡산 부근에서 100 m 내외이나 도폭 남부 의령군 낙서면-창녕군 유어면 간 단면에서는 350 m이다. 일반적으로 북에서 남으로 갈수록 그 두께가 증가하는 경향이 있다.

### 의령군
남지 지질도폭(1972)에 의하면 칠곡층 상부를 덮고 있으며 의령군 부림면과 봉수면 북중부, 유곡면 칠곡리와 마두리, 오목리 등지에 분포한다. 신라 역암층은 화산암질역암을 함유하며 자갈은 화산력(火山礫)과 화산암질이 아닌 부분이 혼합된다. 화산암질의 자갈은 현무암질이나 안산암질이 우세하다. 지층의 주향과 경사는 의령군 봉수면 일대에서는 북동 50~70°및 남동 8~12° 이나 의령군 부림면과 합천군 청덕면 일대에서는 북동 20~30°및 남동 8~12°으로 주향이 동북동에서 북북동으로 변해간다. 한편 의령군 유곡면 오목리와 신촌리, 마두리 부근에서는 북동 20~30°및 남동 6~12°의 주향과 경사를 보이나 그 남동쪽의 의령군 정곡면 석곡리에서는 주향과 경사가 북서 30°에 남서 5°를 보이고 내곡리 주향과 경사가 북동 20°에 남동 12°를 보이고 있어 배사 습곡 구조를 보이고 있다. 신라 역암층의 두께는 타 지역보다 두꺼워 의령군 봉수면 일대에서 약 700 m에 달한다.
삼가 지질도폭(1975)에 의하면 의령군 대의면 소재 한우산의 서쪽 8부 능선을 따라 발달하며 의령군 궁류면에서는 400 m 이상의 고지대에 부분적으로 분포한다. 본 층은 암회색, 자회색, 갈회색 등을 띠는 역암으로서 역들은 주로 규암, 흑색 셰일, 암회색 사질셰일, 화강암질암, 안산암질암(드물게) 등으로 구성되며 역의 장경은 5 cm 내외가 보편적이다. 신라 역암층 중에 안산암질 자갈이 있으며 역암의 기질이 화산재를 함유하고 가례면 괴진리에서 기공을 수반한 현무암질 역도 볼 수 있어 신라 역암층 형성 중에 화산 활동이 있었음을 지시한다. 신라 역암층의 주향과 경사는 대체로 북동 20~35°및 남동 5~10°이고 두께는 약 200 m이다.
의령군의 신라 역암층 노두
- 의령군 화정면 상정리 지방도 제1040호선 도로변 (이하 동일)
북위 35° 15′ 53.2″ 동경 128° 13′ 13.5″ / 북위 35.264778°  동경 128.220417°
- 북위 35° 15′ 53.1″ 동경 128° 13′ 13.5″ / 북위 35.264750°  동경 128.220417°
- 북위 35° 15′ 53.1″ 동경 128° 13′ 13.7″ / 북위 35.264750°  동경 128.220472°
- 북위 35° 15′ 53.2″ 동경 128° 13′ 13.9″ / 북위 35.264778°  동경 128.220528°
- 의령군 봉수면 삼가리 산 71-2 국지도 제60호선 도로변 노두
북위 35° 28′ 03.5″ 동경 128° 17′ 19.6″ / 북위 35.467639°  동경 128.288778°
- 의령군 봉수면 삼가리 산 71-2 국지도 제60호선 도로변 노두
북위 35° 28′ 03.9″ 동경 128° 17′ 17.4″ / 북위 35.467750°  동경 128.288167°
- 의령군 부림면 감암리 1400 신반천변 노두

### 진주시와사천시
진주 지질도폭(1969)에 의하면 신라 역암층은 하위의 칠곡층을 정합으로 덮는다. 신라 역암층은 자회(赭灰)색, 갈회색, 암회색 등을 띠고 장축 3~5 cm 크기의 자갈과 함께 20 cm에 이르는 자갈이 불규칙하게 혼합된다. 이 자갈들은 대부분 규암, 흑색 셰일, 흑회색 사질셰일, 화강암질암, 중성 내지 염기성의 화산암류들로 구성된다. 지층의 주향은 남-북 내지 북동 25°이며 경사는 남동 5~10°이다. 두께는 진주시 문산읍 상문리에서 약 200 m 이고 북부로 갈수록 얇아져 약 150 m이다.
사천 지질도폭(1969)에 의하면 하위의 칠곡층을 정합으로 덮고 함안층이 그 위에 정합으로 덮여 있다. 신라 역암층은 사천읍 동부에서 북동 30°의 주향으로 북에서 진주시 문산읍 삼곡리]], 정촌면 관봉리, 사천시 사남면 화전리 소재 성황당산, 용현면 신복리 소재 봉대산, 용현면 구월리까지 대상 분포한다. 경사는 남동 10~15°를 보이며 두께는 200 m 내외이다.
삼천포 지질도폭(1983)에 의하면 하위의 칠곡층을 정합적으로 덮으며 자갈의 종류는 규암, 화강암질암, 자색셰일, 사암, 안산암, 응회질사암 등으로 다양하다. 신라 역암층에는 역암층과 사암 또는 사질셰일(특히 자색)이 교호(交互)되는 경우가 많다. 자갈의 크기는 1~2 cm, 최대 30 cm 이상에 달하는 것도 있다.
진주시 문산읍 1 km 서쪽의 국도 제2호선 도로 절개면에 신라 역암층의 노두가 발달한다. 본 노두의 하부는 판상의 성층 역암(stratified conglometate)으로 구성된다. 역암 단위층은 수평연장성이 불량한 잔자갈，중자갈 및 역질사암이 교호하나 그 경계는 불분명하다. 역은 주로 안산암질 응회암 및 안산암으로 구성되어 있으며，석영맥 및 규암도 일부 포함한다. 노두의 상부는 적색의 니질사암 니질역암으로 구성된다.

### 남해군
남해-서상 지질도폭에 의하면 하부의 칠곡층을 정합적으로 덮고 상부는 함안층에 의해 정합, 유천층군에 의해 부정합으로 덮힌다. 주로 역암으로 구성되며 이외에 함역조립사암, 중립/조립질사암, 자색/녹회색 이암, 사질역암, 사질셰일 등이 협재된다. 신라 역암층의 역암 내에는 칠곡층의 역암과 달리 화산암질 역(礫)이 포함된다. 화산암질과 비화산암질 자갈의 비율은 약 7:3 정도로 자갈의 종류는 화산암질이 안산암질암, 규암, 현무암류이며 비화산암질은 유백색, 담회색, 자색, 암회색의 규암, 화강암, 편마암, 화강암질 편마암, 석영맥, 변성퇴적암류, 장석질/응회암질 사암, 처트, 흑색셰일 등으로 구성된다. 자갈의 원마도는 대개 아원형 내지 아각형이고 아주 좋은 것도 있다. 자갈의 크기는 평균 2~4 cm, 최대 30 cm 정도이다.

## 같이 보기
- 한국의 지질
- 경상 누층군
- 칠곡층
- 함안층
- 역암